# Близнечные мифы

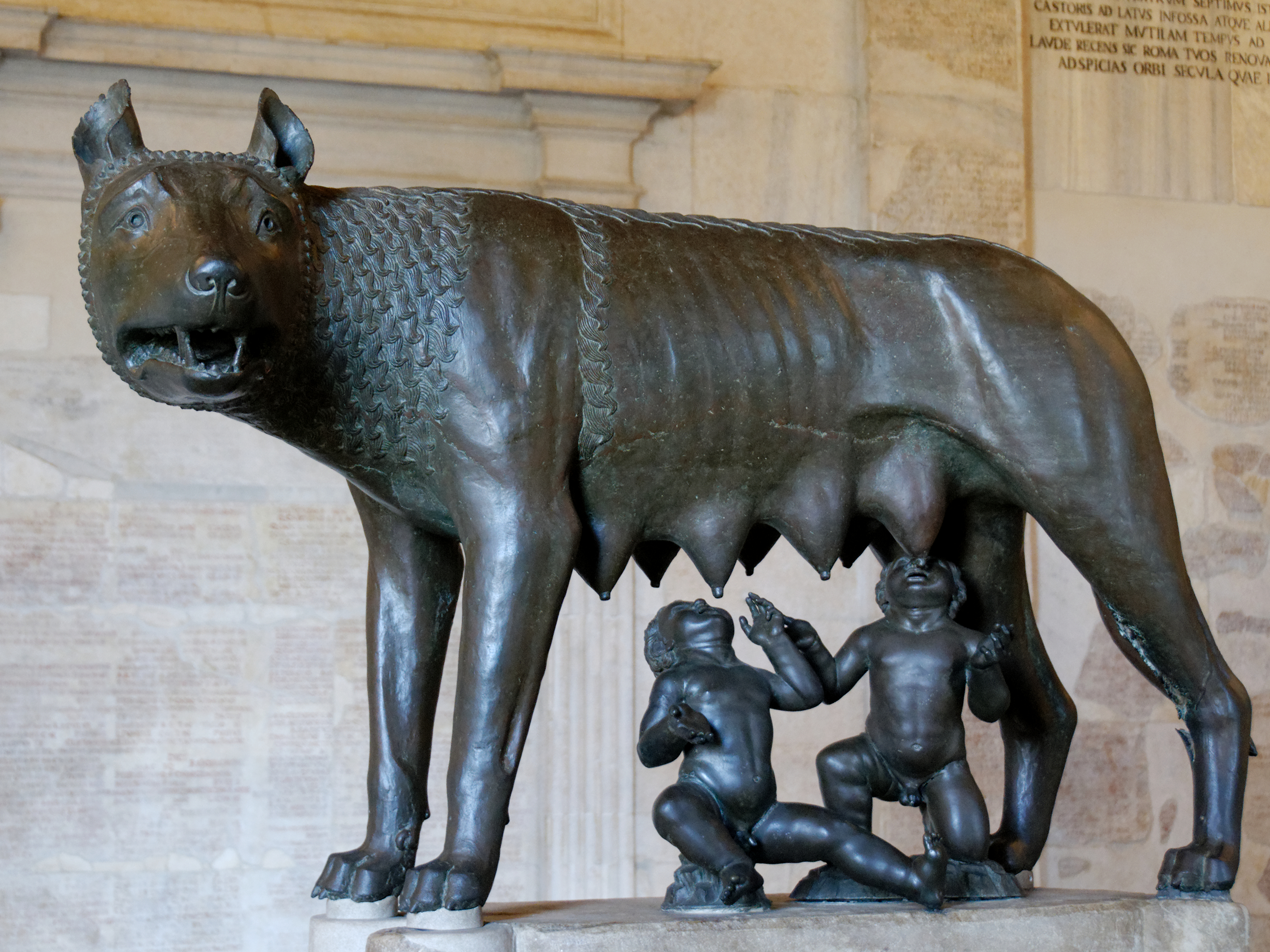
Капитолийская волчица кормит близнецов Ромула и Рема

Близнечные мифы — мифы, в которых главными действующими лицами являются близнецы, распространённые у многих народов мира.
Близнецы являются частыми действующими лицами дуалистических мифов, в которых один из братьев-демиургов создаёт всё доброе и полезное, а второй — всё злое и вредное. Например, такими близнецами являются Ахура Мазда и Ангра-Майнью в зороастризме, Ен и Омэль в мифологии коми. Также распространён миф о вражде близнецов, один из которых убивает своего брата (Ромул и Рем).
Распространённым сюжетом является рождение близнецов женщиной, которая в одно время зачала от бога и от смертного человека, так что один из близнецов становится полубогом, а второй — обычным смертным. Примерами подобного сюжета являются греческие мифы о Диоскурах и о Геракле и Ификле.
Мифы о близнецах — брате и сестре нередко включают мотив инцеста. Так, в древнеегипетском мифе Осирис и Исида дали жизнь богу Гору.

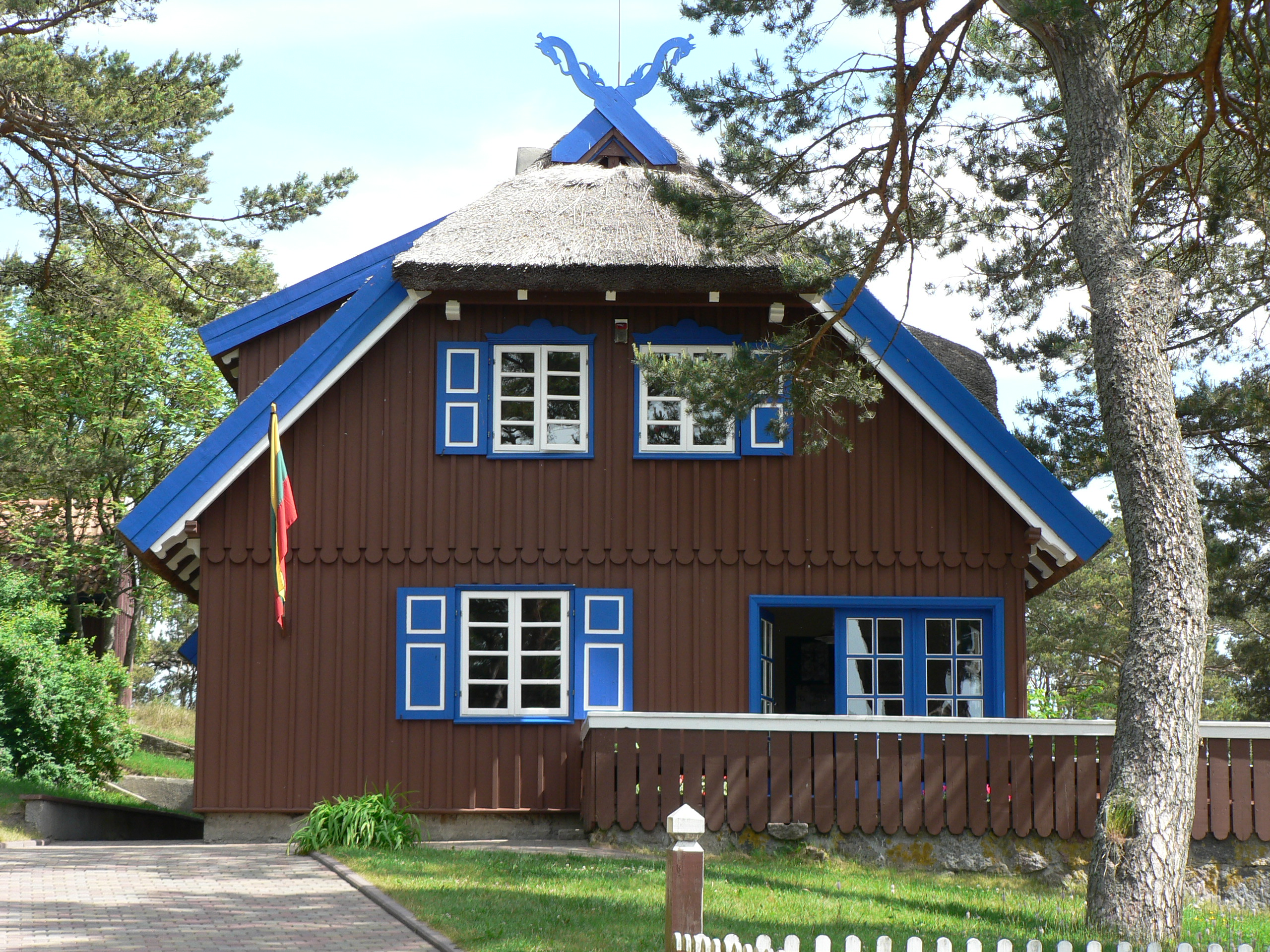
Ашвеняй, или «жеребята», на коньке крыши в Ниде (Литва)

Изобразительные мотивы, которые характеризуют миф о героях-близнецах, включают симметричные фигурки людей, коней, солярные символы (розетки) и др. Эти мотивы встречаются на средневековых надгробиях отдельных регионов Балтики (Готланд) и Балкан (Босния
и Герцеговина). В Восточной Европе (включая славянский ареал), объединяющей эти регионы, данные мотивы имеют распространение в декоративном искусстве, от раннесредневековых фибул до изображений на прялках.